# La Grange (Tennessee)
La Grange – miasto w Stanach Zjednoczonych, w stanie Tennessee, w hrabstwie Fayette.